# Caminho Municipal
Os Caminhos Municipais são em Portugal estradas importantes a nível local, muitas vezes totalmente incluidos numa só freguesia.

## Listagem
CM 610: Nacional 215 - Arco
CM 1148

## Concelho deRio Maior
- CM 1301 : Estanganhola - Casal Dourado - São Sebastião
- CM 1302 : Repolho - São Sebastião - Lavradio
- CM 1303 : Póvoas
- CM 1304 : Marinhas do Sal - Fonte da Bica - Alto da Serra (N1
- CM 1305 : EM508 - Abuxanas - Casais dos Netos - Casais dos Silvas -Atalaia
- CM 1306 :
- CM 1307 : N114 - Figueiredos - Recantão - Ribeira de Santo André - Asseiceira - N1
- CM 1308 :
- CM 1309 : N114 - Calhariz
- CM 1310 : São João da Ribeira - Casais da Arroteia - Casal da Própria